# 10"/45 морская пушка
10"/45 морская пушка — 254-мм орудие Обуховского завода, принятое на вооружение Российского императорского флота в 1891 году. Устанавливалось на эскадренных броненосцах и броненосцах береговой обороны. Им были вооружены следующие корабли: эскадренные броненосцы типа «Пересвет» (3 единицы), эскадренный броненосец «Ростислав» и броненосцы береговой обороны «Адмирал Сенявин» (3 единицы) . Орудия применялись в Русско-японской войне. Во время Первой мировой войны два орудия установили на железнодорожные транспортеры ТМ-8.